# Jaroslav Mráz
Jaroslav Mráz (22. května 1930 – 10. května 2016, Velký Osek) byl český trenér házené.

## Život
Národní házenou začal hrát v Poděbradech, po válce se přestěhoval do Prahy a začal hrát mezinárodní házenou za Bohemians (Stalingrad) Praha. V roce 1960 převzal druholigový tým Slavii (Dynamo) Praha a po roce se probojovali do 1. ligy. Slavie se stala překvapením ligy a na jejich zápasy chodilo až 2500 diváků. Od roku 2001 hrál házenou ve Slavii Praha i jeho syn Michal.
V roce 1961 se spolu s Laco Šestákem stal trenérem národního družstva, kde v té době hráli Jiří Vícha, Josef Trojan, Vojtěch Mareš, Rudolf Havlík, František Heřman, Václav Duda, proti kterým ještě nedávno hrál. Dostali nesnadný úkol stát se na mistrovství světa v roce 1964 v Praze mistry světa. Vztahy mezi házenkářskými týmy Dukla Praha a Tatran Prešov se tehdy přiostřovaly a po jejich vzájemném zápase a velkém incidentu na prešovském hřišti, kde fanoušci zmlátili rozhodčího, kterým byl předseda svazu házené František Boček, musel být prešovský trenér Laco Šesták z pozice trenéra národního družstva odvolán. Jaroslav Mráz se stal hlavním trenérem a jeho asistentem se stal trenér Dukly Praha Bedřich König.
Zápas v semifinále ČSR – Rumunsko pískal švédský rozhodčí Janerstam a proti jeho problematickým rozhodnutím téměř bez přestání bouřila vyprodaná sportovní hala s osmnácti tisíci diváky. Čechoslováci prohráli po boji 15-16, ve finále se utkali Rumunsko a Švédsko. ČSR skončilo na 3. místě.
V roce 1966 skončil Mráz u národního družstva, když mu FTVS, na které učil, nepovolila dále národní družstvo trénovat. Po osmileté trenérské činnosti u Slávie a pětileté u národního družstva pak v roce 1968 odešel do Holandska trénovat národní družstvo mužů, žen a juniorské reprezentace a působil i jako vedoucí lektor na universitní trenérské škole. Od roku 2008 trénoval v Holandsku (HCV 90 v Beverwijku) i jeho syn Ivan.

Dále byl trenérem československého národního družstva žen, trenérem mužů Dietzenbachu, Forstu Brixen a Wampumu Teramo. Pracoval v technické komisi IHF a EHF, kde přednášel jako lektor metodiku házené, kterou také publikoval.